# Daisy Chainsaw
Daisy Chainsaw est un groupe de rock indépendant britannique, originaire de Londres, en Angleterre. Il comprend à l'origine Katie Jane Garside au chant sur les premiers EPs du groupe, et leur premier album, Eleventeen (1992), avant son départ en 1993. Leurs premières performances scéniques sont considérées sauvagement histrioniques, et montrent souvent Garside en train de percer des têtes de poupées et boire dans des biberons. Après le départ de Garside, le second album du groupe et les EPs qui suivent font participer Belinda Leith au chant, jusqu'à leur séparation en 1995. La guitariste Crispin Gray et Garside se réuniront plus tard pour former Queenadreena en 1999.

## Biographie
Le groupe est formé en 1989 après que Katie Jane Garside a répondu à une annonce publiée par la guitariste Crispin Gray dans la presse musicale. En concert, ils étalaient grains de raisin et poupées, et Garside buvait dans un biberon,
Le groupe jouit du succès avec la sortie de l'EP LoveSickPleasure qui comprend le hit single Love Your Money - qui devait à la base paraître aux émissions The Chart Show sur ITV et The Word sur Channel 4. Cependant, ils refusent d'apparaitre dans l'émission Top of the Pops de la BBC car Garside était prise de la gorge. Love Your Money atteint la 26e place de l'UK Singles Chart en février 1992.
Déclinant une offre du label Maverick Records de Madonna, le groupe signe plus tard au label indépendant  One Little Indian. Les singles Pink Flower (65e au Royaume-Uni) et Hope Your Dreams Come True ont des succès modérés, leur premier album, Eleventeen (1992), ayant atteint la 62e place de l'UK Albums Chart.
En soutien à Eleventeen, le groupe tourne intensément au Royaume-Uni avec le groupe de grunge Mudhoney, qui jouaient en soutien à leur album Every Good Boy Deserves Fudge (1991), et le groupe de rock alternatif Hole, qui jouaient en soutien à leur album Pretty on the Inside (1991). La chanteuse de Hole, Courtney Love, cite KatieJane Garside comme l'« une des premières vraies riot grrls » parmi elle et Kat Bjelland des Babes in Toyland, même si ces groupes ne sont pas directement associés au mouvement riot grrl,.
En 1993, Garside quitte le groupe et disparait de la scène et du public. De par le fait qu'elle se comportait bizarrement et de manière histrioniques lors d'interviews, des rumeurs circulent selon lesquelles Garside serait devenue folle. Garside se serait installée dans le Lake District et ne fera entendre de nouveau parler d'elle que lorsqu'elle formera Queenadreena.
Malgré le départ de Garside, Daisy Chainsaw sort un second album en 1994, For they Know Not What they Do, avec Belinda Leith au chant, puis un nouvel EP intitulé You're Gruesome avec Crispin Gray remplaçant Leith avant de se séparer. Après la séparation, un groupe nommé Dizzy Q Viper est formé, composé d'anciens membres de Daisy Chainsaw, Gray, Adams et Johnson. Après Dizzy Q Viper, Vapid Dolly est formé.

## Membres
- Katie Jane Garside - chant
- Crispin Gray - guitare, troisième chant
- Richard Adams - basse
- Vince Johnson - batterie
- Belinda Leith - second chant